# Pedrouzos (Castro Caldelas)
Pedrouzos (llamada oficialmente San Mamede de Pedrouzos) es una parroquia del municipio español de Castro Caldelas, en la provincia de Orense, Galicia.

## Etimología
El topónimo "pedrouzo", frecuente en Galicia, indica un "montón de piedras", y también un "peñasco elevado", o "cima peñascosa".

## Toponimia
La parroquia también es conocida por el nombre de San Mamed de Pedrouzos.

## Organización territorial
La parroquia está formada por siete entidades de población:

### Entidades de población
Entidades de población que forman parte de la parroquia:
- Casmartiño
- Filgueiras
- Pereiro (O Pereiro)
- Pesqueiras
- Portela
- Pousa

### Despoblado
Despoblado que forma parte de la parroquia:
- Penedo

## Demografía
| Gráfica de evolución demográfica de Pedrouzos entre 2000 y 2022 |
|                                                                 |
| Datos según el nomenclátor publicado por el INE.                |

## Lugares de interés
La iglesia parroquial está situada en la aldea de Pousa, de estilo barroco fue construida en 1718. Alberga la figura de la Virgen de las Nieves. A las afueras de la aldea de Pesqueiras se encuentra la Capilla de las Nieves, dedicada a la Virgen de las Nieves.

## Patrón
La Virgen de las Nieves, cuya figura se encuentra en la iglesia parroquial de Pousa, es venerada cada 5 de agosto, festividad de esta imagen, siendo trasladada en procesión a la Capilla de las Nieves. Además San Mamés también es venerado en la parroquia, recibiendo la iglesia el nombre de San Mamed de Pedrouzos.